# Матвійчук Панас Андрійович
Панас (Опанас) Андрійович Матвійчук  (псевдо: «Крилач», «Віталій»; нар. 14 грудня 1914 рік, с. Старий Порицьк, нині Володимирський район Волинська область — пом. 14 лютого 1945, с. Яйно, нині Камінь-Каширський район Волинська область) — український військовик, майор-політвиховник УПА (1945), Лицар Золотого Хреста Заслуги УПА.

## Життєпис
Панас Матвійчук народився у селі Старий Порицьк. Закінчив гімназію.
Провідник Порицького районового проводу ОУН (1935, 1936—1937). Від 1941 року в підпіллі. Поровідник Володимир-Волинського окружного проводу ОУНР (1942 — перша половина 1943), командант запілля ВО «Турів» УПА-Північ (вересень 1943 — 1944), командир з'єднання груп-33 УПА «Завихост» ім. Хмельницького (1944—1945), організаційний референт ПЗК «Москва». Від 15.02.1945 РОКУ – майор-політвиховник УПА.
Загинув у бою біля с. Яйно у Паридубському лісі (Червоний Бір).

## Нагороди
- Згідно з Постановою УГВР від 8.10.1945 р. і Наказом Головного військового штабу УПА ч. 4/45 від 11.10.1945 р. організаційний референт ПЗК «Москва» Панас Матвійчук — «Крилатий» нагороджений Золотим Хрестом Заслуги УПА.